# لیکسهاوزن
لیکسهاوزن (به فرانسوی: Lixhausen) یک کمون در فرانسه با جمعیت ۲۷۰ نفر است که در Canton of Hochfelden واقع شده‌است.